# Зорана Михајловић
Проф. др Зорана З. Михајловић (Тузла, 5. мај 1970) српска је политичарка и универзитетска професорка. Бивша потпредседница Владе Србије, министарка грађевинарства, саобраћаја и инфраструктуре,  и министарка рударства и енергетике у другој влади Ане Брнабић и бивша потпредседница Српске напредне странке.

## Образовање
Основну и средњу школу је завршила у Београду, као ученица генерације.
Дипломирала је на Економском факултету Универзитета у Београду, 1993. године, на смеру за спољну и унутрашњу трговину, са дипломским радом „Енергетски ресурси у Европској економској заједници“.
Титулу магистра је стекла на Економском факултету Универзитета у Београду, на смеру за међународну економију, са магистарским радом „Енергетски сектор Србије и одабраних европских земаља - Француске, Немачке и Шведске“ 1998. године.
Докторску титулу добила је на Економском факултету београдског Универзитета са тезом „Енергетика и привредни развој - Анализа међузависности на примеру Србије и земаља Европске уније“, 2001. године. Те године била је најмлађа докторка наука.
Од 2006. године ради као научна сарадница Економског факултета Универзитета у Београду, а од 2008. године као доценткиња истог. Од 2011. године стекла је звање ванредне професорке, потом и редовне професорке од 2012.године. Предаје на Мегатренд универзитету на предметима Економија природних ресурса, Енергетска безбедност, Обновљиви извори енергије, Теорија игара, Макроекономија, МИкроекономија.
Говори енглески, француски и италијански језик. Написала је четири књиге из области енергетике и енергетске политике, које су уџбеници на Економском факултету, као и на Мегатренд универзитету.

## Професионална каријера
Преко 30 година се бави пословима у оквиру своје професије. Тако је радила као професорка рачуноводства и пословне економије у Првој економској школи у Београду, у периоду од 1993. до 1995. године. У времену од 1996. до 2006. године, била је запослена у Електропривреди Србије Електроисток, на више радних места. Била је саветница за енергетику и заштиту животне средине потпредседника Владе Србије Мирољуба Лабуса, од 2004 до 2006. године, потом саветница за енергетику председника Владе Републике Српске Милорада Додика 2008—2009. године. Од те године почиње да предаје на Мегатренд Универзитета у Београду. Од 2012.до 2022.године обављала је одговорне послове у Влади републике Србије.

## Политичка каријера
Проф. др Зорана З. Михајловић је била чланица партије Г17 плус. У то време се налазила на месту саветнице Мирољуба Лабуса, потпредседника Владе Србије, за енергетику и заштиту животне средине.
У том периоду (2004-2006) била је и чланица Управног одбора државног предузећа "Електропривреда Србије", до 2007.године. Након тога је била  запослена била на Аеродрому " Никола Тесла", као саветница генералног директора за енергетску ефикасност, и обављала је послове саветнице за енергетику тадашњег премијера Републике Српске, Милорада Додика. У 2011.години се запослила на приватном универзитету Мегатренд - Џон Незбит, у својству деценткиње, ванредне професорке и редовне професорке. До 2013., обављала је и послове проректорке за наставу.
Постала је чланица Српске напредне странке априла 2010. године. Врло брзо је напредовала, и постала чланица Извршног одбора Српске напредне странке, и потпредседница СНС. У периоду предизборне кампање за опште изборе у Србији 2012. године, Зорана Михајловић је била једна од водећих људи кампање Српске напредне странке.
Од 2012 до 2014.године је именована за министарку енергетике и заштите животне средине Владе Републике Србије, од 2014 до октобра 2020., именована је за потпредседницу Владе Србије и министарку грађевинарства, саобраћаја и инфраструктуре, да би од октобра 2020., до октобра 2022.године обављала функцију потпредседнице Владе Србије и министарке рударства и енергетике.
Гувернерка Републике Србије у Европској банци за обнову и развој (ЕБРД) је била од 2012.до 2014., а као председница Заједничке групе Владе Србије задужене за дефинисање мера за унапређење положаја Србије на листи Doing Business Светске банке, од 2014. до 2022.године. Управо њеном заслугом, Србија је са 184. места на ранг листи Светске банке у издавању грађевинских дозвола, дошла на 9.место у свету, због чега је награђена титулом Реформаторка године. Учествовала је у раду, или била председница или заменица председника, на државном националном нивоу многих радних тела, одбора, и радних група од којих се издвајају: председница Националне коалиције за смањење енергетског сиромаштва, председница Управног одбора и радних група за праћење реализације пројекта инклузије Рома и Ромкиња, Пројекта за израду Интегрисаног националног енергетског и климатског плана Републике Србије за период 2021 до 2030, са визијом до  2050.године, председница радне групе за израду Стратегије развоја енергетике Србије до  2030.године, са визијом до 2050.године.
Ауторка је и коауторка четири књиге из области из области енергетике и одрживог развоја: “Енергетика и привредни развој” (2003), “Економика енергетике (стратегија, екологија и одрживи развој)” (2004), “Економика енергетике – стратегија, екологијја и одрживи развој”, друго измењено и допуњено издање (2010), “Обновљиви извори енергије” (2010), као и рецезенткиња  (2013) за уџбеник “Стратегијско управљање природним ресурсима” аутора професора Драгана Михајловића Потркањца.Објавила велики број радова о проблемима и могућностима развоја српског енегетског сектора и достизања одрживе енергетске безбедности.
Завршила је специјалистички курс савремене антикорупцијске методологије, за шта поседује и сертификат Канадске међународне развојне агенције (CIDA).
Политичко ангажовање је започела још као студенткиња Београдског Универзитета 90тих година, које су биле најмрачније године у развоју Србије. Борила се и протествовала на свим студентским и другим демонстрацијама а против политике тадашње режима Слободана Милошевића, и Српске радикалне странке који су били одговорни, како за санкције које су Србији биле наметнуте, тако и за одлазак младих из земље, ратове и избеглиштва. Залагала се за поштовање људских права, демократско управљање и праведну транзицију. По оснивању експертске мреже Г17, 1999.године постала је њена чланица, а 2002.године када је ова мрежа прерасла у политичку партију и део те партије, као председница Општинског одбора Савски венац, чланица Извршног одбора и Главног одбора странке. По изласку професора Мирољуба Лабуса, оснивача G17+ из странке, и она 2006.године напушта странку.
На позив тада заменика председника Српске напредне странке СНС, Александра Вучића, данас Председника Србије и члана СНС, те 2010.године долази у новоосновану политичку партију СНС, да знањем и искуством помогне на путу до модерне и развијене Србије. Била је потпредседница СНС, као и председница Савета СНС за енергетику.
Након завршених парламентарних и председничких избора 2012.године, када Томислав Николић председник СНС добија поверење грађана и побеђује демократског кандидата Бориса тадића тадашњег председника Србије, и председника ДС, Српска напредна странка долази на власт.
За министарку енергетике, развоја и заштите животне средине именована је 2012.године. Остала је упамћена по новом закону о енергетици, социјалним картама у енергетици али и покушају да из процеса набавке гаса удаљи посредничке нетранспарентне компаније РСТ и Југоросгаз, као и првом документу Стратегије развоја Нафтне индустрије. Још тада се залагала за појачано инвестирање у капиталне објекте у енергетском сектору, будући на висок степен дезинвестирања.
Ипак већ од 2014.године бива именована за потпредседницу Владе Србије и министарку грађевинсрства, саобраћаја и инфраструктуре. За време њеног мандата у овом Министарству завршена је у потпуности изградња аутопута - друмског коридора 10, и јужног и источног крака, започет и делом завршен аутопут Милош Велики, преко 350 км аутопутева, започета изградња Моравског и Фрушкогорског коридора, као и брзе саобраћајнице Рума Шабац Лозница, као и прва фаза развоја пројекта аутопута Ниш Мердаре Пришткина, обновљено више од 550 км железничких пруга, и додатно развијена мрежа аеродрома, потписана и делом реализована концесија за Аеродром НИкола ТЕсла, завршена брза пруга од Београда до Новог Сада, успостављен директан лет од Београда до New York, први пут након 30 година. Вредност свих пројеката у портфолију Министарства је са милијарду евра повећана на 20 милијарди евра.
Посебно важна историјска реформа се десила у сектору грађевинарства, када је доношењем новог закона о планирању и изградњи Србија увела електронску грађевинску дозволу, што је дало резултате да од 1200 градилишта колико их је било активно 2012.године, у 2020.години из буде преко 30.000.
Од октобра 2020.године до октобра 2022.године је обављала посао потпредседнице Владе и министарке рударства и енергетике. За мање од две године је покренула процес енергетске транзиције и декарбонизације. Донет је сет закона из области рударства и енергетике, усклађен са светским и европским стандардима, од којих се посебно издвајају Закон о коришћењу обновљивих извора енергије (којим је између осталог први пут уведен институт купца - произвођача електричне енергије, и препознат водоник као обновљив извор енергије), као и Закон о енергетској ефикасности и рационалној употреби енергије. Покренут је Национални програм енергетске санације стамбених зграда, породичних кућа и станова којим су домаћинства подржана субвенцијама државе и локалних самоуправа да замене столарију, унапреде изолацију, замене котлове или поставе соларне панеле. У првој години око 25.000 домаћинстава је било обухваћено овим програмом.
Додатно је обављала посао председнице Савета Владе Србије за давање предлога и мишљења у вези са радом термоелектрана и заменских капацитета из свих извора енергије до 2050.године, и Националне коалиције за смањење енергетског сиромаштва. Председавала је и радном групом за праћење активности на реализацији Пројекта изградње објеката енергетске ефикасности на Војномедицинској академији, као и Координационог тела за подршку и праћење прјекта, улагања и реконструкције и или изградње клиничких и здравствених центара од 2018-2019.године
Упоредо са професионалним опредељењем и задужењима у Влади Сребије, као боркиња за људска и женска права, професорка др Зорана З. Михајловић је 2014.године иницирала формирање Координационог тела за родну равноправност, и била је на његовом челу до октобра 2022.године. Поред тога била је именована и за изасланицу Владе Србије за питање сексуланог насиља у конфликтима, као и чланица Савета Владе Србије за сузбијање насиља у породици. Од 2016.,до 2018.године на позив Светске банке из Вашингтона била је чланица Саветодавног тела за родну равноправност Светске банке.
Иницирала је формирање Националне коалиције за окончање дечијих бракова са организацијом УНИЦЕФ, и обављала дужност копредседнице.
Једна је од покретача потребе израде новог модерног закона о родној равноправности, који је српски парламент усвојио 2021.године, који је увео много новина, као и увођење родно сензитивног језика, родно одговорно буџетирање још од 2015.године по чему је Србија била препостана као земља - огледни пример у целом свету.
Посебно се бавила и стварала услове за бољи живот жена на селу, од којих њих преко 60% немају редовне приходе нбитиправа на пензију. Заједно са представницима Наледа, покренула је иницијативу "Упослимо хиљаду жена", и за мање од три године преко 1000 жена из руралних крајева је нашло свој посао.
Као потпредседница Владе, била је задужена за координацију рада државних органа и невладиног сектора у вези са унапређењем положаја Рома и РОмкиња од 2015.године, а од 2017 до 2021.године била је на челу Координационог тела за праћење реализације Стратегије за социјално укључивање Рома и Ромкиња у Србији, обављајући посао националног focal point за ову област.
Проф. др Зорана З. Михајловић је два пута бирана за “реформаторку годину” у избору Националне алијансе за локални економски развој. Први пут је добила награду 2014.године, за свеобухватне реформе у издавању граевинских дозвола а други пут награду “Реформаторка године 2016” додељена јој је за деценијске реформе у овој области.
Проф др Зорана З. Михајловић је оснивачица НВО “Женска влада”, чланица Европског покрета у Србији, као и Саветодавног тела организације East West Bridge, и једна од оснивачица и копредседавајучи Конгреса српско америчког пријатељства. Од 2019., до 2023.године била је чланица Савета послодаваца Економског факултета Унвиерзитета у Београду а од 2021 до 2022.године изабрана је са председницу Скупштине Националног нафтног комитета Србије, који је део свегтског нафтног савеза.
Године 2023, након 13 година је напустила СНС. Септембра 2023. основала је НВо Покрет за Србију који је постојао до децембра 2023.године.

## Одликовања
- Орден Светог Симеона Мироточивог (Српске православне цркве)